# Hans De Meester
Hans De Meester (Aalst, 7 augustus 1970) is een Belgisch voormalig wielrenner.

## Belangrijkste overwinningen
1993
- Textielprijs Vichte

1994
- Memorial Fred De Bruyne

1995
- 2e etappe Ronde van Beieren
- GP Stad Vilvoorde

1996
- Le Samyn
- Textielprijs Vichte
- Memorial Fred De Bruyne

1998
- 1e etappe OZ Wielerweekend
- Prix d'Armor

2003
- Internationale Wielertrofee Jong Maar Moedig
- Antwerpse Havenpijl

## Resultaten in voornaamste wedstrijden
| Jaar | Gent-Wevelgem | Ronde van Vlaanderen |
| ---- | ------------- | -------------------- |
| 1995 | 105e          | 79e                  |
| 1997 | 80e           |                      |
| 1998 | 34e           |                      |